# Dynastia Chakri
Dynastia Chakri – tajska dynastia założona w 1782 przez generała Buddhę Yodfę Chulaloka, znanego również jako Rama I Wielki.

## Historia

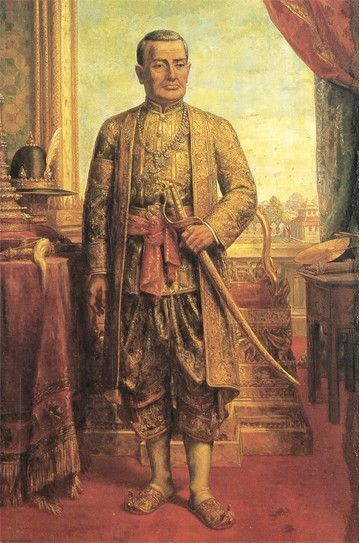
Buddha Yodfa Chulalok, założyciel dynastii.

Rama I jako dowódca wojskowy obszaru Chao Phraya odegrał ważną rolę w walce z Birmą, został królem Tajlandii w 1782 roku po egzekucji swojego poprzednika. Rama I panował do 1809 r. Jego panowanie oznaczało reorganizację syjamskiej obrony w celu odparcia ataków Birmy w 1785, 1786, 1787, 1797 i 1801 roku.

## Władcy Tajlandii z dynastii Chakri
- Buddha Yodfa Chulalok (1782–1809)
- Buddha Loetla Nabhalai (1809–1824)
- Nangklao (1824–1851)
- Mongkut (1851–1868)
- Chulalongkorn (1868–1910)
- Vajiravudh (1910–1925)
- Prajadhipok (1925–1935)
- Ananda Mahidol (1935–1946)
- Bhumibol Adulyadej (1946–2016)
- Maha Vajiralongkorn (2016–)